# Като Кијомаса
Като Кијомаса (енгл. Katō Kiyomasa, 1562—1611) био је јапански војсковођа из периода Азучи (1568—1600). Истакао се у служби Тојотоми Хидејошија током ратова за уједињење Јапана (1582—1592) и током јапанске инвазије Кореје (1592—1598).

## Биографија
Като Кијомаса рођен је 1562. године у провинцији Овари, у родном селу будућег регента Тојотоми Хидејошија. Иако није био самурајског порекла, ступио је у војску регента Тојотоми Хидејошија (који је и сам био сељачког порекла) и истакао се у ратовима за уједињење Јапана (1582—1592). Након што је свргнут Саса Наримаса, господар Кумамото-а (1585), Като је добио његов посед и постао даимјо.
У првом походу на Кореју (1592) учествовао је са 10.000 својих вазала и командовао је јапанском Другом дивизијом (22.800 људи). Учествовао је у освајању Пусана и Сеула.
У другом походу на Кореју (1597) учествовао је са 10.000 својих људи у саставу Армије десног крила.
Када се Јапан после Хидејошијеве смрти (1598) поделио на присталице Хидејошијеве династије, које је предводио Ишида Мицунари, и побуњенике под вођством Ијејасу Токугаве, Като се определио за Токугаву, и у бици код Секигахаре (1600) борио се на победничкој страни. Од новог режима награђен је поседима свог дугогодишњег ривала и суседа Кониши Јукинаге. Подигао је нови замак у Кумамоту, утврђен огромним каменим зидинама, користећи се знањима кинеске опсадне технике која је искусио током рата у Кореји; замак је био тако снажан да је 1870. издржао опсаду армије наоружане модерном европском артиљеријом.